# Oranje zandkokerworm
De oranje zandkokerworm (Spio filicornis) is een borstelworm uit de familie Spionidae. Spio filicornis werd in 1776 als Nereis filicornis voor het eerst wetenschappelijk beschreven door de Deense zoöloog Otto Friedrich Müller.

## Beschrijving
De oranje zandkokerworm is een kleine borstelworm tot 3 cm lang. Zijn lichaam bestaat uit een kop, een cilindrisch, in 80 tot 90 segmenten verdeeld lichaam en een staartstukje. De kop bestaat uit een korte, maar stevig en puntig prostomium (gedeelte voor de mondopening) en een peristomium (gedeelte rond de mond) en draagt gepaarde aanhangsels (korte palpen, antennen en cirri). Het is roze van kleur, met een bruine darm en crème-achtige vlekjes lateraal.

## Verspreiding
Het verspreidingsgebied van de oranje zandkokerworm omvat het noordpoolgebied, de Oostzee, de noordoostelijke Atlantische Oceaan, de Middellandse Zee en de noordelijke Stille Oceaan. Deze wormensoort kan gevonden worden in schoon zand, van de laagwaterlijn tot in het ondiepe sublitoraal. Het leeft in een buis gemaakt van sedimentkorrels en afval dat aan elkaar is geplakt met slijm.